# Anope
Anope — сервисы для IRC-серверов. Поддерживается множество IRC-серверов, в том числе UnrealIRCd.

## История
Вначале Anope был всего-лишь исправлением ошибок в сервисах Epona, так как их разработчик прекратил поддержку проекта в начале 2002 года. Позже проект отделился и обрёл много важных функций, таких как поддержка MySQL и модульное ядро. В настоящее время существуют три ветви: stable (1.6.x); stable (1.7.x) уже не поддерживаются и stable (1.8.*) и новая ветка anope 2.0 - RC2, на которую техническая поддержка сервисов настоятельно рекомендует перейти.

## Особенности
- Поддержка многоязычности, смена языка «на лету». Однако в русских кодировках операция понижения регистра выполняется неправильно и из-за этого ники «АБВГ» и «абвг» считаются разными.
- Модульное ядро. Возможность наращивать функциональность сервисов за счёт большого числа сторонних модулей (или своих разработок).
- Защита от Flood Bots атак Defcon.
- Появление новых модулей таких как: 1. m_proxyscan, 2. m_dnsbl

## Сервисы
- ChanServ — запоминает имена каналов и создавших их администраторов;
- NickServ — хранит записи имён пользователей;
- MemoServ — хранит записи сообщений для доставки пользователям, которые отсутствовали в сети в момент отправки сообщения.
- OperServ — утилиты для операторов сервера
- BotServ — стандартные IRC-боты
- HostServ — служба установки vHost (замена реального IP любым именем хоста)
- HelpServ — выдаёт небольшую справку по сервисам
- Global — служба рассылки новостей и глобальных сообщений

## Официальный сайт
www.anope.org